# Оуайн Черногубый
Оуайн Черногубый (Евгений; валл. Owain Finddu; лат. Eugenius; родился около 355 или или 358 — умер около 440 года) — правитель средне-южной части Уэльса.

## Биография
Отцом Оуайна был или Рин, наместник юго-восточного Уэльса, а затем и первый управляющий средне-южным Уэльсом, или Магн Максим и его супруга Елена, а детьми были Эгинир и святой Мадог. По Рину, он был потомком Каратака, вождя племени Силуров. Главным городом его владений был Тамиум (Каэр-Дифф).
В «Жизни святого Кадога» он предстаёт как предок этого святого, будучи отцом Нора, отца Солора, отца Гливиса и т. д. (§ 45). Аналогично в en:Genealogies from Jesus College MS 20, которые добавляют, что матерью Оуайна, как Гвитира, была Кейндрех верх Рейден. В трактате «Двадцать четыре величайших правителя», из которых самая ранняя версия от Гутуна Оуайна (1475), он называется Оуайном Финдду, «Чёрная губа», благородный рыцарь, а его мать, говорят, была Элейн верх Эйдав.
Он, как считается, упоминается в «Красной книге казначейства» (XII век), в которой сообщается: «Буиллт, один из кантревов; и вне законов Уэльса, поскольку люди из этой провинции убили своего лорда, Оуайна ап Максена».
Евгений (на бриттский лад — Оуайн) был сыном недолговечного императора Британии и Галлии Магна Максима (в валлийской традиции Максен Вледиг). Евгений остался в Британии вместе со своей матерью, когда Магнус отправился на континент, где и погиб. Его позиция позволила ему в конце IV-го века взять под контроль средне-южный Уэльс, хотя он не носил титул короля. Возможно, он был декурионом гражданского поселения вокруг форта в Тамиуме, или, возможно, он занимал там какое-то военное звание. Его влияние распространилось на современный Гламорган.
Примерно в 430-е годы Эвиас всё ещё мог быть частью территории среднего-южного Уэльса под «защитой» Евгения, но, возможно, уже попал под контроль короля Вортигерна, теперь самого могущественного человека в Британии (он был зятем Оуайна). Он предоставляет территорию своему старшему сыну, Вортимеру, создавая таким образом государство Гвент. Согласно традиции, сам Евгений переименовывает остальную часть своей территории в Керниу (около 437 года), но это могло произойти позднее, после признания утраты восточной территории, возможно, при его сыне Мариусе.
Несмотря на то, что территория под его командованием была под относительной безопасностью на протяжении сорока лет, Евгений встретил свою кончину в бою, вероятно, против ирландских налётчиков. Его сын Мариус унаследовал его земли, находившиеся в процессе становления королевством Керниу, а уже не в качестве возможного протектората или романизированной территории Среднего-Южного Уэльса. В некоторых источниках Каделл Дирнллуг из Поуиса, как утверждается, нёс ответственность за отправку «боковой ветви в Гливисинг» (Гливисинг — более позднее название для Керниу), что предполагает, что он возвёл члена своей семьи на трон. Кажется маловероятным утверждением, учитывая наследственный характер наследства в Керниу, но, возможно, эта линия преемственности была сфальсифицирована, чтобы показать основаннуе на близком родстве преемственность власти с такой известной личностью, как Евгений.
Существует старая история, рассказывающая о том, как умер Оуайн. Он и его брат, король Кустенин ап Максен (одни источники идентифицируют его с узурпатором, другие с правителем Думнонии) из северного Уэльса, сопровождали свою мать, святую Елену, через горы Сноудонии, когда недалеко от Нантмора Оуайна атаковал с тыла злой великан по имени Кидум. Эти двое приняли ожесточённый бой, в котором они забросали друг друга либо стрелами, либо огромными стальными шарами. В конце концов Оуайн убил великана, но был так сильно ранен, что выстрелил в воздух стрелу и попросил похоронить себя там, где она упала. Он умер сразу же после этого и был похоронен там; то место стало известно, как Бедд Оуайн. Поздние слухи предположили, что в его смерти виноват его брат.
Сыновья Максена Вледига: Кустеннин, Пеблиг и Оуайн, чья голова и тело были похоронены в Нанхуинане в округе Бедгелерт в Коед Ффараон. Оуайн убил Эурнаха Большого, а он убил его. То же самое, в несколько иной орфографии, появилось в Y Greal, хотя он содержал многие подделки Йоло Моргануга. Если это не подделка, то, возможно, самая ранняя и подлинная версия, которая называет по имени противника Оуайна. Йоло Моргануг придумал многое об Оуайне в своей третьей серии триад в «Мивирианской археологии». В этих триадах Оуайн не имеет прозвища. Борьба Оуайна с великаном упоминается три раза. Здесь великана называют Эурнах Старый, Урнах Ирландец из Динаса Ффараона, Бринах Ирландец, король Гвинедда. Оуайну дают прозвище «Черногубый» во всех трёх случаях.
На самом деле Оуайн, скорее всего, погиб в сражении с ирландцами.